# Alliance
Alliance是一家成立于2013年4月的职业游戏和电子竞技俱乐部，总部位于瑞典。他们拥有Dota 2、炉石传说、任天堂明星大乱斗系列和堡垒之夜等多个现分部，以及英雄联盟和星际争霸II等前分部。
2016年12月，俱乐部宣布终止与母公司GoodGame Agency的合并，成为队员所有，该公司由亚马逊通过其子公司Twitch所有。Alliance Dota 2分部赢得了2013年Dota 2国际邀请赛冠军，这是电子竞技历史上最大的单笔奖金支出。英雄联盟分部是除Fnatic和G2 Esports之外的唯一一支赢得英雄联盟欧洲冠军联赛（EU LCS，现LEC）的队伍。

## 历史
俱乐部成立于2013年4月，由Dota 2战队No Tidehunter以及星际争霸II：自由之翼选手Naniwa接任。
俱乐部于2013年12月成立英雄联盟分部，开始参加英雄联盟欧洲冠军联赛。他们于2014年11月签下了火狐·麦克劳德和桃花公主玩家Armada，进入了任天堂明星大乱斗系列。
Alliance于2014年7月和他们的最后一个选手SortOf解约，退出了星际争霸II领域。英雄联盟分部在2015年1月更名为Elements，因为英雄联盟冠军联赛中的战队所有权规则禁止GoodGame Agency拥有多个队伍。
2016年12月12日，Twitch将Evil Geniuses和Alliance拆分为队员所有的战队。根据Alliance员工乔纳森·伯格（Jonathan Berg）的说法，除了Armada，所有的老成员都获得了公司的股份。

## Dota 2
在Alliance组建Dota 2分部后的几个月，他们就获得了2013年Dota 2国际邀请赛的冠军，他们在总决赛中3:2击败了前TI冠军Natus Vincere。队伍以14胜0负的完美战绩从小组出线，并且在整个比赛中仅输了3场（对阵Team DK输了1场，对阵Na’Vi输了前2场）。
在2014年Dota 2国际邀请赛上，作为卫冕冠军的Alliance未能从小组中出线，他们以6胜9负的成绩排名并列第11位。TI结束后，古斯塔夫·马格努森（Gustav Magnusson）（ID：s4）、亨里克·安伯格（Henrik Ahnberg）（ID：AdmiralBulldog）以及杰里·隆德克维斯特（Jerry Lundkvist）（ID：EGM）离队，这一长期稳定的阵容就此瓦解。
在Starladder i-League进行期间，Alliance宣布MyNuts离队，并用Kebap作为他们对阵Virtus.pro系列赛的替补选手。
俱乐部欢迎前队友EGM回到Alliance。
他们又赢得了两个WCA，这是非Valve举办的最高奖金赛事，他们在与LGD Gaming的BO5比赛中3:2击败了对手。之后，由于天气原因，他们前往Starladder的过程中差点错过了比赛。尽管开局艰难，但队伍在BO3的决赛中2:0击败了TI冠军Evil Geniuses。在lans背靠背获得胜利之后，队伍决定放弃参加即将举行的比赛，而专注于上海特锦赛。
在TI6失败之后，队伍分崩离析，AdmiralBulldog退役转为全职直播，Akke退役并从事编程工作，而s4加入了OG。在离开Alliance加入OG之后，s4又赢得了波士顿特锦赛和基辅特锦赛的冠军。
在TI6后队伍进行了大洗牌，队伍成员包括前Ninjas in Pyjamas选手Limmp、Handsken和Jonassomfan以及Loda和EGM。在TI6-TI7赛季中，队伍成绩平平，未能取得任何重大赛事的参赛资格。最终导致EGM在必须锁定TI7名单“退选期”的最后一天被移出名单。他们选择了Pablo代替他。Alliance没有资格参加2017年Dota 2国际邀请赛，在那之后，队伍宣布将与西蒙·海格（Simon Haag）（ID：Handsken）、莱纳斯·布洛姆丁
（Linus Blomdin）（ID：Limmp）以及乔纳斯·林德霍尔姆（Jonas Lindholm）（ID：jonassomfan）解约。

## 英雄联盟
战队于2013年12月组建，由于Evil Geniuses转到了NA LCS，Alliance在EU LCS取代了EG的位置。

### 2014年
在春季赛中，Alliance在常规赛中以16胜12负的成绩排名第3，仅次于SK Gaming和Fnatic。中单Froggen以28％的票数当选为春季赛MVP。在季后赛中，他们获得了第4名，在半决赛中他们1:2中输给了Fnatic，然后在三四名决赛中0:2不敌ROCCAT。
在夏季赛中，Alliance以21胜7负的战绩高居常规赛榜首。随后，他们在决赛中3-1击败Fnatic，赢得了夏季赛冠军，这个冠军让他们跻身英雄联盟2014赛季全球总决赛。在世界赛上，Alliance在小组中排名第3，未能晋级淘汰赛。队伍感到很沮丧，他们被巴西战队KaBuM! e-Sports击败，从而让他们失去了参加决胜局的机会，无法晋级淘汰赛。

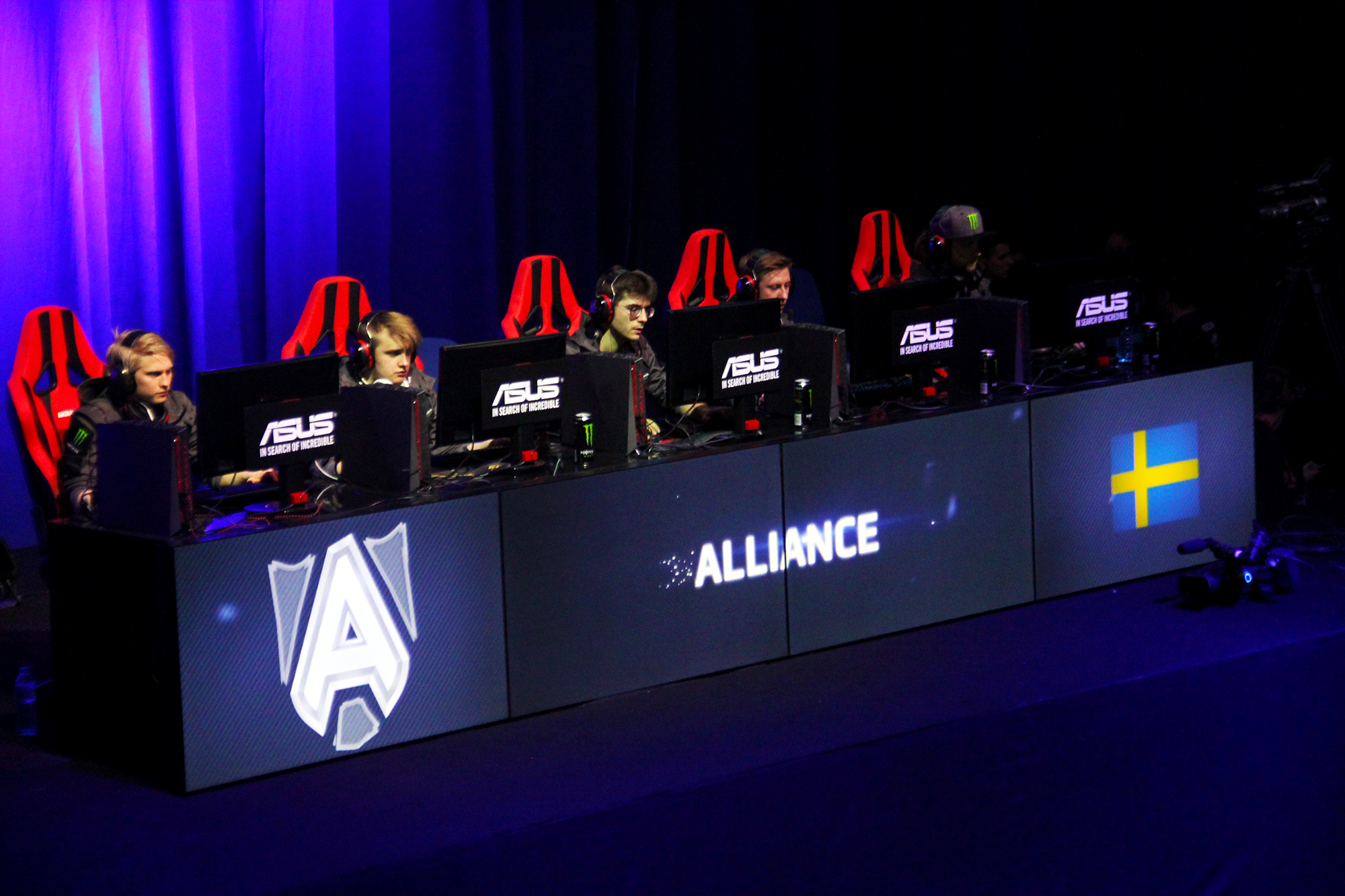
Alliance在2015年DreamHack夏季赛

队伍于2014年11月24日签下了马丁·拉尔森（Martin Larsson）（ID：Rekkles）。在拳头公司更改了关于赞助的规则之后，Alliance英雄联盟分部脱离了俱乐部，并将自己更名为Elements。

### 2015年
Elements在EU LCS春季赛常规赛中11胜7负排名第7，未能进入季后赛。
不久，他们的Facebook和Twitter上泄露了他们更换了名单中的四名队员。

## 队员名单

### Dota 2
| 国籍     | ID       | 姓名            |
| -------- | -------- | --------------- |
| 保加利亚 | Nikobaby | Nikolay Nikolov |
| 瑞典     | LIMMP    | Linus Blomdin   |
| 以色列   | 33       | Neta Shapira    |
| 瑞典     | Handsken | Simon Haag      |
| 德国     | Fata     | Adrian Trinks   |

### 任天堂明星大乱斗DX
| 国籍 | ID      | 姓名             | 入队日期             |
| ---- | ------- | ---------------- | -------------------- |
| 瑞典 | Armada  | Adam Lindgren    | 2014-11-06（已退役） |
| 瑞典 | Android | Andreas Lindgren | 2016-10-05           |

### 堡垒之夜
| 国籍 | ID        | 姓名           | 入队日期   |
| ---- | --------- | -------------- | ---------- |
| 瑞典 | Powder    | Harald Gimre   | 2018-08-11 |
| 瑞典 | Tickeling | Gustav Hogland | 2018-08-11 |

## 组织

### 管理层
| 国籍   | ID           | 姓名             |
| ------ | ------------ | ---------------- |
| 瑞典   | Loda         | Jonathan Berg    |
| 新加坡 | Kellymilkies | Kelly Ong        |
| 芬兰   | Caramon      | Marcus Lundberg  |
| 瑞典   | Ombaq        | Pontus Bengtsson |
| 瑞典   | Kevato       | Kevin Lindgren   |